# Inondations de 2022 à Kinshasa
Les inondations de 2022 à Kinshasa sont survenues depuis le 12 décembre 2022 lorsque de fortes pluies ont laissé des routes, des infrastructures et de nombreux quartiers sous l'eau ou détruits à Kinshasa, la capitale de la république démocratique du Congo.

## Dégâts
De nombreuses routes du centre-ville de Kinshasa ont été submergées alors que de fortes pluies se sont poursuivies pendant des heures et que de nombreuses maisons se sont effondrées. Au moins 141 personnes ont été tuées par les inondations. De nombreux décès ont été causés par des glissements de terrain provoqués par de fortes pluies. Au moins 280 maisons se sont effondrées et plus de 38 000 autres ont été touchées par les inondations. Douze millions de personnes, soit la majeure partie de la population de la ville, ont été touchées par les inondations.

## Conséquences
Le gouvernement de la république démocratique du Congo a annoncé une période de deuil national de trois jours.